# Condado de Niebla

Mapa del Reino de Sevilla (1750-54), según las Respuestas Generales del Catastro de Ensenada. En verde escuro los estados de la Casa de Niebla en dicho reino. Obsérvese como Sanlúcar ya había sido reincorporada a la Corona.

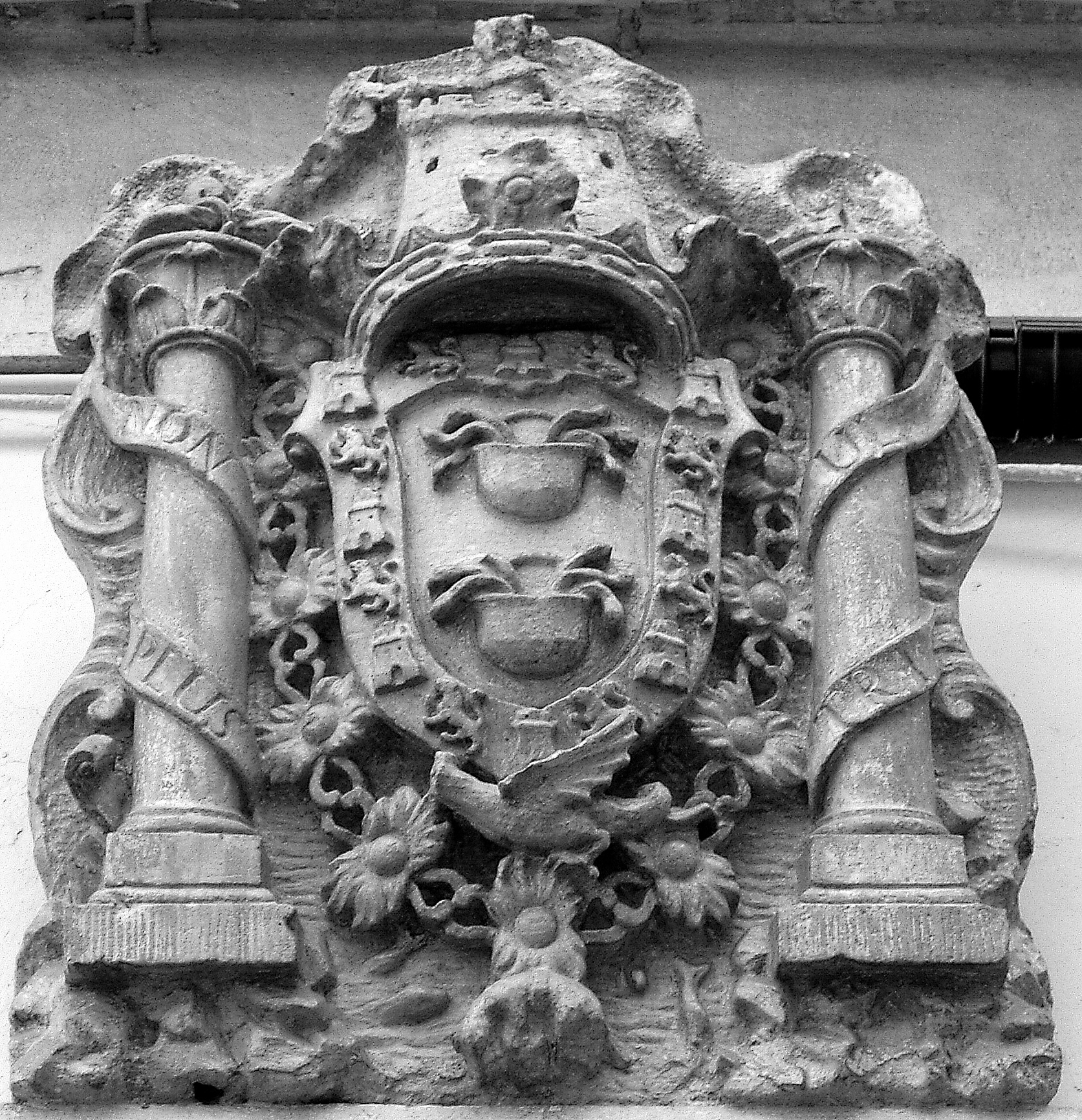
Escudo de la Casa de Medina Sidonia, en la calle Palacio, Huelva, antigua residencia de los Condes de Niebla casados.

El condado de Niebla es un título nobiliario español originario de la Corona de Castilla, que el rey Enrique II otorgó antes del 29 de octubre de 1369, a Juan Alonso Pérez de Guzmán y Osorio, iv señor de Sanlúcar, con real despacho del 8 de noviembre del mismo año, por su fidelidad en la guerra por el trono que aquel había mantenido con su hermano de padre Pedro I, la llamada primera guerra civil castellana. El condado de Niebla fue el primer condado hereditario que se otorgó a un noble ajeno a la familia real y es el título usado tradicionalmente por los herederos de la casa de Medina Sidonia. El condado tomó su nombre de la villa andaluza de Niebla, que por entonces estaba ubicada en el reino de Sevilla y que actualmente está en la provincia de Huelva; aunque llegó a conformar un reino propio.
Enrique II casó sucesivamente al IV señor de Sanlúcar con Juana Enríquez, hija de Fernando Enríquez, adelantado mayor de Andalucía, y Beatriz de Castilla, sobrina e hija respectivamente del monarca, llevando como dote las tierras que formarían el condado de Niebla, que eran la villa de Niebla (que anteriormente había sido la capital de la diócesis y de la taifa homónima), Trigueros, Beas, Rociana, Villarrasa, Lucena, Bonares, Calañas, Facanías (Valverde del Camino), la alquería de Juan Pérez, Paymogo y El Portechuelo, Peña Alhaje con el Campo de Andévalo y, en un primer momento, Tejada, que posteriormente volvió a ser realenga. Con la posterior adquisición de Bollullos y de Almonte, estos se incorporaron de facto al condado, al estar unidos territorialmente a él y permitió la unión geográfica del condado con el señorío de Sanlúcar (que incluía Trebujena), al otro lado del Guadalquivir. 
Asimismo, la fraudulenta incorporación de la villa de Huelva, usurpada a la casa de Medinaceli a través de una dote matrimonial no devuelta y finalmente legítimamente poseída tras largo pleito, posibilitó la salida al mar del condado, dejando a Niebla en una posición marginal respecto a la ciudad portuaria, considerada de facto parte del condado y capital del mismo, siendo residencia habitual de los condes de Niebla casados, que aprendían su oficio como futuros duques de Medina Sidonia ya que, cuando el linaje de los Pérez de Guzmán recibió en 1445 el ducado de Medina Sidonia en la persona de Juan Alonso Pérez de Guzmán y Orozco, el título de conde de Niebla quedó asociado al hijo primogénito del duque, en una suerte de principado interno de la casa de Medina Sidonia. La incorporación de Huelva a la casa de Guzmán hizo que Ayamonte perdiera gran parte de su importancia para la casa como enclave portuario, y acabaría dotando con un nuevo mayorazgo a una rama secundaria, la Casa de Ayamonte. 
Hoy en día gran parte de su territorio está incluido en la comarca de El Condado, algunos de cuyos municipios han tomado el apelativo "del condado", como La Palma del Condado, Rociana del Condado y Bollullos Par del Condado. Asimismo existe la Denominación de Origen Condado de Huelva, que ampara la producción de vinos en la zona.

## Condes de Niebla
- Juan de Guzmán, i conde de Niebla;
- Enrique de Guzmán, ii conde de Niebla;
- Juan de Guzmán, iii conde de Niebla (i duque de Medina Sidonia);
- Enrique de Guzmán, iv conde de Niebla (i marqués de Gibraltar);
- Juan de Guzmán, v conde de Niebla (i marqués de Cazaza);
- Enrique de Guzmán, vi conde de Niebla;
- Alonso de Guzmán, vii conde de Niebla;
- Juan de Guzmán, viii conde de Niebla;
- Juan Claros de Guzmán, ix conde de Niebla
- Alonso de Guzmán, x conde de Niebla
- Manuel de Guzmán, xi conde de Niebla
- Alonso Pérez de Guzmán y Gómez de Sandoval, xii conde de Niebla
- Gaspar de Guzmán, xiii conde de Niebla (xiv y último señor de Sanlúcar)
- Manuel Pérez de Guzmán y Pérez de Guzmán, xiv conde de Niebla
- Francisco Pérez de Guzmán y Pérez de Guzmán, xv conde de Niebla
- Juan Alonso Pérez de Guzmán y Pérez de Guzmán, xvi conde de Niebla
- Gaspar Juan Alonso Pérez de Guzmán el Bueno, xvii conde de Niebla
- Juan Claros Alonso Pérez de Guzmán el Bueno, xviii conde de Niebla (i marqués de Valverde)
- Manuel Alonso Pérez de Guzmán el Bueno, xix conde de Niebla
- Domingo José Claros Alonso Pérez de Guzmán el Bueno, xx conde de Niebla
- Pedro de Alcántara Alonso de Guzmán el Bueno, xxi conde de Niebla
- José Álvarez de Toledo Osorio, xxii conde de Niebla
- Francisco Álvarez de Toledo y Palafox, xxiii conde de Niebla
- Pedro de Alcántara Álvarez de Toledo y Palafox, xxiv conde de Niebla
- Alonso Álvarez de Toledo y Caro, xxv conde de Niebla
- Joaquín Álvarez de Toledo y Caro, xxvi conde de Niebla
- Joaquín Álvarez de Toledo y Caro, xxvii conde de Niebla
- Luisa Isabel Álvarez de Toledo y Maura, xxviii condesa de Niebla
- Leoncio Alonso González de Gregorio y Álvarez de Toledo, xxix conde de Niebla